# Robert Stromberg
Robert Stromberg (1965) è uno scenografo, regista ed effettista statunitense.
Figlio del regista William R. Stromberg, noto per il film Il mostro di Crater Lake (1977), è fratello del compositore, direttore e orchestratore William T. Stromberg e zio di Wesley e Keaton Stromberg, membri della band Emblem3.
Supervisore di effetti visivi e del matte painting (oltre 75 effetti visivi cinematografici), Robert Stromberg ha iniziato nella televisione americana partecipando nel 1987 all'episodio Star Trek: The Next Generation.

## Premi e riconoscimenti
Ha ottenuto una nomination insieme a Daniel Sudick, Stefen Fangmeier e Nathan McGuinness agli Oscar per gli effetti visivi del 2003 con il film Master and Commander - Sfida ai confini del mare. Nel 2009 ha vinto l'Oscar per la migliore scenografia con il film Avatar insieme a Rick Carter e Kim Sinclair e un altro nel 2011 sempre per la stessa categoria con Karen O'Hara per Alice in Wonderland.

## Filmografia

### Scenografo
- Avatar, regia di James Cameron (2009)
- Alice in Wonderland, regia di Tim Burton (2010)
- Il grande e potente Oz (Oz: The Great and Powerful), regia di Sam Raimi (2013)
- Doctor Strange nel Multiverso della Follia (Doctor Strange in the Multiverse of Madness), regia di Sam Raimi (2022)

### Regista
- Maleficent (2014)
- What Lives Inside (2015)

### Effetti visivi

#### Cinema
- La notte dei demoni (Night of the Demons), regia di Kevin Tenney (1988)
- Nightmare 5 - Il mito (A Nightmare on Elm Street 5: The Dream Child), regia di Stephen Hopkins (1989)
- Tremors, regia di Ron Underwood (1990)
- Frankenstein oltre le frontiere del tempo (Frankenstein Unbound), regia di Roger Corman (1990)
- Empire of the Dark, regia di Steve Barkett (1990)
- Star Trek: The Next Generation, serie TV (1991)
- Prova schiacciante (Shattered), regia di Wolfgang Petersen (1991)
- Cape Fear - Il promontorio della paura (Cape Fear), regia di Martin Scorsese (1991)
- Amore e magia (The Butcher's Wife), regia di Terry Hughes (1991)
- The Babe - La leggenda (The Babe), regia di Arthur Hiller (1992)
- Gli strilloni (Newsies), regia di Kenny Ortega (1992)
- Codice d'onore (A Few Good Men), regia di Rob Reiner (1992)
- Amore all'ultimo morso (Innocent Blood), regia di John Landis (1992)
- 2013 - La fortezza (Fortress), regia di Stuart Gordon (1992)
- Sulle orme del vento (A Far Off Place), regia di Mikael Salomon (1993)
- L'età dell'innocenza (The Age of Innocence), regia di Martin Scorsese (1993)
- La famiglia Addams 2 (Addams Family Values), regia di Barry Sonnenfeld (1993)
- Una pallottola spuntata 33⅓: l'insulto finale (Naked Gun 33⅓: The Final Insult), regia di Peter Segal (1994)
- Delitto di stato (Fatherland), regia di Christopher Menaul (1994)
- Il profumo del mosto selvatico (A Walk in the Clouds), regia di Alfonso Arau (1995)
- Dragonheart, regia di Rob Cohen (1996)
- Patch Adams, regia di Tom Shadyac (1998)
- Attacco al potere (The Siege), regia di Edward Zwick (1998)
- Le verità nascoste (What Lies Beneath), regia di Robert Zemeckis (2000)
- Cast Away, regia di Robert Zemeckis (2000)
- 15 minuti - Follia omicida a New York (15 Minutes), regia di John Herzfeld (2001)
- Mi chiamo Sam (I Am Sam), regia di Jessie Nelson (2001)
- Kate & Leopold, regia di James Mangold (2001)
- A proposito di Schmidt (About Schmidt), regia di Alexander Payne (2002)
- Men in Black II, regia di Barry Sonnenfeld (2002)
- Solaris. regia di Steven Soderbergh (2002)
- Prova a prendermi (Catch Me If You Can), regia di Steven Spielberg (2002)
- La setta dei dannati (The Order), regia di Brian Hegeland (2003)
- Seabiscuit - Un mito senza tempo (Seabiscui), regia di Gary Ross (2003)
- La leggenda degli uomini straordinari (The League of Extraordinary Gentlemen), regia di Stephen Norrington (2003)
- Master and Commander - Sfida ai confini del mare (Master and Commander: The Far Side of the World), regia di Peter Weir (2003)
- Skype Captain and the World of Tomorrow, regia Kerry Conran (2004)
- The Forgotten, regia di Joseph Ruben (2004)
- The Chronicles of Riddick, regia di David Twohy (2004)
- The Terminal, regia di Steven Spielberg (2004)
- The Aviator, regia di Martin Scorsese (2004)
- Memorie di una geisha (Memoirs of a Geisha), regia di Rob Marshall (2005)
- Bad Boys II, regia di Michael Bay (2005)
- Intrigo a Berlino (The Good German), regia di Steven Soderbergh (2006)
- Il labirinto del fauno (El laberinto del fauno), regia di Guillermo del Toro (2006)
- The Fast and the Furious: Tokyo Drift, regia di Justin Lin (2006)
- The Good Shepherd - L'ombra del potere (The Good Shepherd), regia di Robert De Niro (2006)
- Mimzy - Il segreto dell'universo (The Last Mimzy), regia di Robert Shaye (2007)
- Pirati dei Caraibi - Ai confini del mondo (Pirates of the Caribbean: At World's End), regia di Gore Verbinski (2007)
- Un'impresa da Dio (Evan Almighty), regia di Tom Shadyac (2007)
- Quel treno per Yuma (3:10 to Yuma), regia di James Mangold (2007)
- La bussola d'oro (The Golden Compass), regia di Chris Weitz (2007)
- Il petroliere (There Will Be Blood), regia di Paul Thomas Anderson (2007)
- Ghost Rider, regia di Mark Steven Johnson (2007)
- Tropic Thunder, regia di Ben Stiller (2008)
- 2012, regia di Roland Emmerich (2009)
- G.I. Joe - La nascita dei Cobra (G.I. Joe: The Rise of Cobra), regia di Stephen Sommers (2009)
- Shutter Island, regia di Martin Scorsese (2010)
- Wall Street, regia di Oliver Stone (2010)
- Come l'acqua per gli elefanti (Water for Elephants), regia di Francis Lawrence (2011)
- Hunger Games, regia di Gary Ross (2012)
- Vita di Pi (Life of Pi), regia di Ang Lee (2012)

#### Televisione
- Grey Gardens - Dive per sempre, regia di Michael Sucsy – film TV (2009)
- The Pacific – miniserie TV (2010)
- Boardwalk Empire - L'impero del crimine – serie TV (2011)
- Il Trono di Spade – serie TV (2014-2016)